# Zostérops forestier
Zosterops stenocricotus
Espèce
Le Zostérops forestier (Zosterops stenocricotus) est une espèce de passereaux de la famille des Zosteropidae. Natif du golfe de Guinée, il n'a été que récemment séparé du Zostérops jaune ; il n'a été que très peu étudié en tant qu'espèce à part entière.

## Dénomination
Le nom Zostérops est issu du grec ζωστήρ (zoster) signifiant « ceinture » et ὤψ (ops) signifiant « œil », en référence au cercle blanc  qui entoure ses yeux. Le qualificatif « forestier » se réfère à son habitat tandis que l'épithète stenocricotus vient du grec στενός (stenós), « étroit », et κρίκος (kríkos), « anneau », se référant à son cercle oculaire étroit.

## Description
Le Zostérops forestier mesure environ 11,5 cm, pour un poids assez variable de 6,8 à 14,1 g. Il est de couleur globalement olive-jaune, avec un dos tendant plutôt vers le vert tandis que son front et ses dessous sont plus jaunes, notamment au niveau de la croupe. Il possède le cercle oculaire blanc caractéristique des zostérops, interrompu par des lores noirs complétés par un bec noirâtre. Ses pattes sont grises ou bleu-gris. La femelle est identique au mâle.

## Répartition et habitat

### Répartition
Le Zostérops forestier se trouve dans les hauts-plateaux du Cameroun, du sud-est du Nigeria et du sud-ouest de la République centrafricaine, jusqu'au centre du Gabon et le nord-ouest du Congo. On peut également le trouver sur l'île Bioko, au large du Cameroun.

### Habitat
On peut le trouver dans une large variété d'habitats boisés, allant de la forêt ouverte aux savanes et jardins. Il évite cependant les forêts trop denses et les forêts secondaires. Il occupe les zones situées entre 1 100 et 3 400 m d'altitude.

## Écologie et comportement

### Alimentation
Il se nourrit principalement de petits insectes, incluant notamment des chenilles, des mouches et des termites. Il consomme également du nectar et des fruits. Il se nourrit généralement en petits groupes, et forme parfois des groupes de grande taille ou des volées mixtes ; il reste confiné aux étages supérieurs de la forêt.

### Reproduction
Le Zostérops forestier peut se reproduire tout au long de l'année en fonction des régions. Son nid en coupe est construit par les deux parents à partir d'écorces, d'herbes et de brindilles, renforcées de soie d'araignée, et généralement placé dans un buisson dense. Il y pond entre 1 et 4 œufs, également couvés par les deux parents durant environ 11 jours. Les juvéniles sont capables de quitter le nid deux semaines après éclosion.

## Systématique
Le Zostérops forestier a été décrit pour la première fois par Anton Reichenow en 1892, sous le protonyme Zosterops senegalensis stenocricota.
Il n'a été que récemment reconnu comme une espèce séparée de senegalensis ; les études phylogénétiques montrent désormais qu'il est assez proche du Zostérops de Fernando Po (avec une séparation il y a environ 600 000 ans), qui était anciennement placé dans le genre Speirops.
Il est actuellement considéré comme une espèce monotypique dans la classification de référence du Congrès ornithologique international (12 avril 2024).

## Le Zostérops forestier et l'humain

### Conservation
Le Zostérops forestier n'ayant été que récemment considéré comme une espèce à part entière, il n'a pas été évalué formellement par l'UICN. Cependant, il est relativement commun dans son aire de répartition.